# Michael Chang
Michaell Te-Pei Chang (chiń. upr. 张德培; chiń. trad. 張德培; pinyin Zhāng Dépéi; ur. 22 lutego 1972 w Hoboken) – amerykański tenisista pochodzenia chińskiego, zwycięzca French Open 1989 w grze pojedynczej, zdobywca Pucharu Davisa, olimpijczyk.
Jest synem Joe i Betty z domu Tung, emigrantów tajwańskich, po matce wnukiem dyplomaty Michaela Tunga (m.in. ambasadora Tajwanu w Indiach). Uczęszczał do szkoły w Kalifornii, ale przerwał edukację w stosunkowo młodym wieku, by poświęcić się karierze zawodowego tenisisty.
W 2001 roku uczestniczył w kampanii na rzecz przyznania organizacji igrzysk olimpijskich 2008 Pekinowi jako ambasador dobrej woli. Jest zaangażowany w działalność charytatywną i religijną (chrześcijańską). W 2002 opublikował autobiografię Holding Serve: Persevering On and Off the Court.

## Kariera tenisowa
Odniósł wiele sukcesów w amerykańskich rozgrywkach juniorskich (regularnie pokonywał w tym czasie starszego o rok Pete'a Samprasa), zdobywając m.in. tytuł mistrza kraju do lat 18. W 1987 roku debiutował w gronie seniorów, stając się w wieku 16 lat najmłodszym zwycięzcą meczu w turnieju głównym US Open, kiedy pokonał Paula McNamee'a w 4 setach. Również w 1987 jako najmłodszy zawodnik w historii osiągnął półfinał turnieju ATP World Tour w Scottsdale oraz wygrał turniej ATP Challenger Tour w Las Vegas.
W 1988 roku oficjalnie przyjął status zawodowca. Wygrał wtedy swój pierwszy turniej ATP World Tour, pokonując w finale w San Francisco Johana Krieka; miał wówczas 16 lat i 7 miesięcy. Dzięki temu wynikowi, a także m.in. osiągnięciu 4 rundy na US Open (pokonał Jonasa Svenssona, przegrał z Andre Agassim), sezon 1988 zakończył w czołowej trzydziestce na świecie.
W 1989 osiągnął największy sukces w swojej karierze. Jako pierwszy od ponad 30 lat Amerykanin, wygrał wielkoszlemowy turniej na kortach im. Rolanda Garrosa, pokonując po drodze m.in. Samprasa (6:1, 6:1, 6:1), Ivana Lendla (po 5−setowym pojedynku, w którym faworyzowany czeski lider rankingu nie wykorzystał prowadzenia 2:0 w setach, a Chang zmagał się z kurczami mięśni), Ronalda Agénora, Andrieja Czesnokowa, w finale Stefana Edberga (ponownie w 5 setach). Chang przeszedł do historii tenisa nie tylko jako najmłodszy zwycięzca French Open (17 lat i 3 miesiące), ale także dzięki wielu nietypowym zachowaniom (piłki grane niezwykle wysoko, co pozwalało mu na odpoczynek, serwis z dołu, próby odbioru drugiego podania przeciwnika zaraz za karem serwisowym, co prowokowało do ryzykownych serwisów, a w efekcie często do podwójnych błędów serwisowych).
Sukces Changa w Paryżu dał mu awans na pozycję nr 6. w rankingu światowym, a dalsze starty (m.in. 4 runda Wimbledonu i US Open, wygrana w Wembley, finał w San Francisco) pozwoliły mu awansować o jeszcze jedno miejsce w sierpniu 1989, dzięki czemu stał się również najmłodszym tenisistą w historii notowanym w najlepszej "piątce" na świecie. Pod koniec sezonu debiutował w turnieju Tennis Masters Cup.
W 1990 roku nie obronił tytułu wielkoszlemowego we Francji (odpadł w ćwierćfinale), ale wygrał zawody w Toronto. Do 1999 roku nieprzerwanie wygrywał przynajmniej 1 turniej rocznie, chociaż w imprezach wielkoszlemowych nie udało mu się już triumfować. Był natomiast w finałach French Open 1995 (pokonał m.in. Michaela Sticha i obrońcę tytułu Sergiego Bruguerę, przegrał z Thomasem Musterem), Australian Open 1996 (pokonał w półfinale broniącego tytułu Andre Agassiego, w finale uległ Borisowi Beckerowi) i US Open 1996 (w półfinale ponownie lepszy od Agassiego, przegrał decydujący mecz z Pete'em Samprasem). Miejsce w rankingu, które Chang zajmował we wrześniu 1996 po turnieju US Open − nr 2. na świecie − pozostało najwyższym w jego karierze.
W 1992 roku wygrał 3 turnieje (w tym imprezy w Key Biscayne i Indian Wells), w 1993 5 turniejów, w 1994 odniósł 6 triumfów. W Indian Wells wygrywał również w 1996 i 1997. Regularnie uczestniczył w turnieju Tennis Masters Cup, w 1995 osiągając finał (przegrał z Borisem Beckerem). Był również w finale Pucharu Wielkiego Szlema w 1991 (przegrał z Davidem Wheatonem) i 1992 (przegrał ze Michaelem Stichem). Ostatnie zwycięstwo turniejowe odniósł w sezonie 2000; wygrywając turniej w Los Angeles (w finale z Janem-Michaelem Gambillem) stał się drugim obok Agassiego aktywnym zawodnikiem z wygranymi turniejowymi w trzech kolejnych dekadach. Był to jednak już schyłek kariery Changa. Rok wcześniej nie wygrał imprezy ATP World Tour i zakończył rok poza najlepszą "czterdziestką" rankingu światowego, a w 2001 wypadł z "pięćdziesiątki". W tym samym roku po raz pierwszy w 15 startach został wyeliminowany z US Open w 1 rundzie. Również pierwszy raz w ciągu długiej kariery został zmuszony do poddania meczu z powodu kontuzji (podczas turnieju w Hongkongu).
Po kolejnym sezonie 2002, kiedy w rankingu obsunął się poza pierwszą "setkę" i występował nawet na poziomie ATP Challenger Tour, zdecydował się zakończyć karierę sportową. Pożegnał się ze światowymi kortami w sierpniu 2003 roku na US Open, odpadając w 1 rundzie z Fernandem Gonzálezem. W czasie tego samego turnieju zakończenie kariery ogłosił jego wieloletni rywal, Pete Sampras. Chang wystąpił łącznie w 57 turniejach wielkoszlemowych, wygrał 34 turnieje ATP World Tour, w dalszych 24 osiągnął finały. Jego zarobki na korcie przekroczyły 19 milionów dolarów amerykańskich.
W deblu Chang występował sporadycznie, głównie w parze ze starszym bratem i swoim wieloletnim trenerem Carlem Changiem. W kwietniu 1993 został sklasyfikowany na pozycji nr 199. w rankingu światowym deblistów.
Reprezentował barwy narodowe w Pucharze Davisa. Debiutował w lutym 1989 w meczu z Paragwajem, po raz ostatni wystąpił w listopadzie 1997, w przegranym finale ze Szwecją. Bilans jego występów (grał wyłącznie jako singlista) zamknął się 8 wygranymi i 4 porażkami. Miał swój udział w zdobyciu Pucharu Davisa przez USA w 1990, kiedy pokonał w finale Australijczyka Darrena Cahilla. Przyczynił się także do awansu do finału w 1997, ale w decydującym meczu nie sprostał ani Jonasowi Björkmanowi, ani Magnusowi Larssonowi. W 1993 był liderem reprezentacji amerykańskiej, która sięgnęła po Drużynowy Puchar Świata. Startował również na igrzyskach olimpijskich w Barcelonie (1992) i igrzyskach olimpijskich w Sydney (2000), odpadając najpierw w 2 rundzie, a w Australii w 1 rundzie.
Michael Chang cieszył się szczególną popularnością − ze względu na swoje pochodzenie − wśród kibiców w Azji; był jednym z najskuteczniejszych graczy w turniejach na tym kontynencie. Jego gra opierała się na doskonałym przygotowaniu fizycznym, wybieganiu, umiejętności przebicia niemal każdej piłki. Był mistrzem loba i returnu. Zaliczał się do najniższych zawodników w gronie tenisistów zawodowych. Bekhend grał oburącz.
W lipcu 2008 roku został włączony do Międzynarodowej Tenisowej Galerii Sławy.
Począwszy od 2014 roku Amerykanin został włączony do sztabu trenerskiego Japończyka Kei'ego Nishikoriego.

### Finały w turniejach ATP World Tour
| Legenda                                      |
| -------------------------------------------- |
| Wielki Szlem                                 |
| Igrzyska olimpijskie                         |
| Tennis Masters Cup / ATP Finals              |
| ATP Masters Series / ATP Tour Masters 1000   |
| ATP International Series Gold / ATP Tour 500 |
| ATP International Series / ATP Tour 250      |

#### Gra pojedyncza (34–24)
| Końcowy wynik | Nr  | Data                 | Turniej                                | Nawierzchnia    | Przeciwnik          | Wynik finału            |
| ------------- | --- | -------------------- | -------------------------------------- | --------------- | ------------------- | ----------------------- |
| Zwycięzca     | 1.  | 2 października 1988  | San Francisco                          | Dywanowa (hala) | Johan Kriek         | 6:2, 6:3                |
| Zwycięzca     | 2.  | 11 czerwca 1989      | French Open, Paryż                     | Ceglana         | Stefan Edberg       | 6:1, 3:6, 4:6, 6:4, 6:2 |
| Finalista     | 1.  | 24 września 1989     | Los Angeles                            | Twarda          | Aaron Krickstein    | 6:2, 4:6, 2:6           |
| Zwycięzca     | 3.  | 12 listopada 1989    | Wembley                                | Dywanowa (hala) | Guy Forget          | 6:2, 6:1, 6:1           |
| Zwycięzca     | 4.  | 2 lipca 1990         | Toronto                                | Twarda          | Jan Berger          | 4:6, 6:3, 7:6           |
| Finalista     | 2.  | 8 sierpnia 1990      | Los Angeles                            | Twarda          | Stefan Edberg       | 6:7, 6:2, 6:7           |
| Finalista     | 3.  | 11 listopada 1990    | Wembley                                | Dywanowa (hala) | Jakob Hlasek        | 6:7, 3:6                |
| Zwycięzca     | 5.  | 10 listopada 1991    | Birmingham                             | Dywanowa (hala) | Guillaume Raoux     | 6:3, 6:2                |
| Finalista     | 4.  | 22 grudnia 1991      | Monachium                              | Dywanowa (hala) | David Wheaton       | 5:7, 2:6, 4:6           |
| Zwycięzca     | 6.  | 9 lutego 1992        | San Francisco                          | Twarda (hala)   | Jim Courier         | 6:3, 6:3                |
| Zwycięzca     | 7.  | 8 marca 1992         | Indian Wells                           | Twarda          | Andriej Czerkasow   | 6:3, 6:4, 7:5           |
| Zwycięzca     | 8.  | 22 marca 1992        | Miami                                  | Twarda          | Alberto Mancini     | 7:5, 7:5                |
| Finalista     | 5.  | 19 kwietnia 1992     | Hongkong                               | Twarda          | Jim Courier         | 5:7, 3:6                |
| Finalista     | 6.  | 13 grudnia 1992      | Monachium                              | Dywanowa (hala) | Michael Stich       | 2:6, 3:6, 2:6           |
| Zwycięzca     | 9.  | 17 stycznia 1993     | Dżakarta                               | Twarda          | Carl-Uwe Steeb      | 2:6, 6:2, 6:1           |
| Zwycięzca     | 10. | 4 kwietnia 1993      | Osaka                                  | Twarda          | Amos Mansdorf       | 6:4, 6:4                |
| Finalista     | 7.  | 8 sierpnia 1993      | Los Angeles                            | Twarda          | Richard Krajicek    | 6:0, 6:7(3), 6:7(5)     |
| Zwycięzca     | 11. | 15 sierpnia 1993     | Cincinnati                             | Twarda          | Stefan Edberg       | 7:5, 0:6, 6:4           |
| Finalista     | 8.  | 29 sierpnia 1993     | Long Island                            | Twarda          | Marc Rosset         | 4:6, 6:3, 1:6           |
| Zwycięzca     | 12. | 3 października 1993  | Kuala Lumpur                           | Twarda (hala)   | Jonas Svensson      | 6:0, 6:4                |
| Zwycięzca     | 13. | 24 października 1993 | Pekin                                  | Dywanowa (hala) | Greg Rusedski       | 7:6(5), 6:7(6), 6:4     |
| Zwycięzca     | 14. | 16 stycznia 1994     | Dżakarta                               | Twarda          | David Rikl          | 6:3, 6:3                |
| Finalista     | 9.  | 6 lutego 1994        | San Jose                               | Twarda (hala)   | Renzo Furlan        | 6:3, 3:6, 5:7           |
| Zwycięzca     | 15. | 20 lutego 1994       | Filadelfia                             | Dywanowa (hala) | Paul Haarhuis       | 6:3, 6:2                |
| Finalista     | 10. | 10 kwietnia 1994     | Tokio                                  | Twarda          | Pete Sampras        | 4:6, 2:6                |
| Zwycięzca     | 16. | 17 kwietnia 1994     | Hongkong                               | Twarda          | Patrick Rafter      | 6:1, 6:3                |
| Zwycięzca     | 17. | 1 maja 1994          | Atlanta                                | Ceglana         | Todd Martin         | 6:7(4), 7:6(4), 6:0     |
| Zwycięzca     | 18. | 14 sierpnia 1994     | Cincinnati                             | Twarda          | Stefan Edberg       | 6:2, 7:5                |
| Finalista     | 11. | 16 października 1994 | Tokio                                  | Dywanowa (hala) | Goran Ivanišević    | 4:6, 4:6                |
| Zwycięzca     | 19. | 23 października 1994 | Pekin                                  | Dywanowa (hala) | Anders Järryd       | 7:5, 7:5                |
| Finalista     | 12. | 12 lutego 1995       | San Jose                               | Twarda (hala)   | Andre Agassi        | 2:6, 6:1, 3:6           |
| Finalista     | 13. | 26 lutego 1995       | Filadelfia                             | Dywanowa (hala) | Thomas Enqvist      | 6:0, 4:6, 0:6           |
| Zwycięzca     | 20. | 23 kwietnia 1995     | Hongkong                               | Twarda          | Jonas Björkman      | 6:3, 6:1                |
| Zwycięzca     | 21. | 7 maja 1995          | Atlanta                                | Ceglana         | Andre Agassi        | 6:2, 6:7(6), 6:4        |
| Finalista     | 14. | 11 czerwca 1995      | French Open, Paryż                     | Ceglana         | Thomas Muster       | 5:7, 2:6, 4:6           |
| Finalista     | 15. | 13 sierpnia 1995     | Cincinnati                             | Twarda          | Andre Agassi        | 5:7, 2:6                |
| Zwycięzca     | 22. | 15 października 1995 | Tokio                                  | Dywanowa (hala) | Mark Philippoussis  | 6:3, 6:4                |
| Zwycięzca     | 23. | 22 października 1995 | Pekin                                  | Dywanowa (hala) | Renzo Furlan        | 7:5, 6:3                |
| Finalista     | 16. | 19 listopada 1995    | ATP Tour World Championshis, Frankfurt | Dywanowa (hala) | Boris Becker        | 6:7(3), 0:6, 6:7(5)     |
| Finalista     | 17. | 28 stycznia 1996     | Australian Open, Melbourne             | Twarda          | Boris Becker        | 2:6 4:6, 6:2, 2:6       |
| Zwycięzca     | 24. | 17 marca 1996        | Indian Wells                           | Twarda          | Paul Haarhuis       | 7:5, 6:1, 6:1           |
| Finalista     | 18. | 14 kwietnia 1996     | Hongkong                               | Twarda          | Pete Sampras        | 4:6, 6:3, 4:6           |
| Zwycięzca     | 25. | 21 lipca 1996        | Waszyngton                             | Twarda          | Wayne Ferreira      | 6:2, 6:4                |
| Zwycięzca     | 26. | 4 sierpnia 1996      | Los Angeles                            | Twarda          | Richard Krajicek    | 6:4, 6:3                |
| Finalista     | 19. | 11 sierpnia 1996     | Cincinnati                             | Twarda          | Andre Agassi        | 6:7(4), 4:6             |
| Finalista     | 20. | 8 września 1996      | US Open, Nowy Jork                     | Twarda          | Pete Sampras        | 1:6, 4:6, 6:7(3)        |
| Finalista     | 21. | 6 października 1996  | Singapur                               | Dywanowa (hala) | Jonathan Stark      | 4:6, 4:6                |
| Zwycięzca     | 27. | 23 lutego 1997       | Memphis                                | Twarda (hala)   | Todd Woodbridge     | 6:3, 6:4                |
| Zwycięzca     | 28. | 16 marca 1997        | Indian Wells                           | Twarda          | Bohdan Ulihrach     | 4:6, 6:3, 6:4, 6:3      |
| Zwycięzca     | 29. | 13 kwietnia 1997     | Hongkong                               | Twarda          | Patrick Rafter      | 6:3, 6:3                |
| Zwycięzca     | 30. | 27 kwietnia 1997     | Orlando                                | Ceglana         | Grant Stafford      | 4:6, 6:2, 6:1           |
| Zwycięzca     | 31. | 20 lipca 1997        | Waszyngton                             | Twarda          | Petr Korda          | 5:7, 6:2, 6:1           |
| Finalista     | 22. | 22 lutego 1998       | Memphis                                | Twarda (hala)   | Mark Philippoussis  | 3:6, 2:6                |
| Finalista     | 23. | 26 kwietnia 1998     | Orlando                                | Ceglana         | Jim Courier         | 5:7, 6:3, 5:7           |
| Zwycięzca     | 32. | 30 sierpnia 1998     | Boston                                 | Twarda          | Paul Haarhuis       | 6:3, 6:4                |
| Zwycięzca     | 33. | 11 października 1998 | Szanghaj                               | Dywanowa (hala) | Goran Ivanišević    | 4:6, 6:1, 6:2           |
| Finalista     | 24. | 16 stycznia 2000     | Auckland                               | Twarda          | Magnus Norman       | 6:3, 3:6, 5:7           |
| Zwycięzca     | 34. | 30 lipca 2000        | Los Angeles                            | Twarda          | Jan-Michael Gambill | 6:7(2), 6:3, krecz      |

### Starty wielkoszlemowe (gra pojedyncza)
| Turniej         | 1987 | 1988 | 1989 | 1990 | 1991 | 1992 | 1993 | 1994 | 1995 | 1996 | 1997 | 1998 | 1999 | 2000 | 2001 | 2002 | 2003 | Wygrane turnieje | Bilans w turnieju |
| --------------- | ---- | ---- | ---- | ---- | ---- | ---- | ---- | ---- | ---- | ---- | ---- | ---- | ---- | ---- | ---- | ---- | ---- | ---------------- | ----------------- |
| Australian Open | –    | –    | –    | –    | –    | 3R   | 2R   | –    | SF   | F    | SF   | 2R   | 2R   | 1R   | 1R   | 1R   | –    | 0 / 10           | 21–10             |
| French Open     | –    | 3R   | W    | QF   | QF   | 3R   | 2R   | 3R   | F    | 3R   | 4R   | 3R   | 1R   | 3R   | 2R   | 1R   | 1R   | 1 / 16           | 38–15             |
| Wimbledon       | –    | 2R   | 4R   | 4R   | 1R   | 1R   | 3R   | QF   | 2R   | 1R   | 1R   | 2R   | –    | 2R   | 2R   | 2R   | –    | 0 / 14           | 18–14             |
| US Open         | 2R   | 4R   | 4R   | 3R   | 4R   | SF   | QF   | 4R   | QF   | F    | SF   | 2R   | 2R   | 2R   | 1R   | 2R   | 1R   | 0 / 17           | 43–17             |
| Bilans spotkań  | 1–1  | 6–3  | 13–2 | 9–3  | 7–3  | 9–4  | 8–4  | 9–3  | 16–4 | 14–4 | 13–4 | 5–4  | 2–3  | 4–4  | 2–4  | 2–4  | 0–2  | N/A              | 120–56            |

Legenda
     W, wygrał turniej
     F, przegrał w finale
     SF, przegrał w półfinale
     QF, przegrał w ćwierćfinale
     4R, 3R, 2R, 1R przegrał w IV, III, II, I rundzie
     –, nie startował w turnieju głównym